# 굴샤트 오마로바
굴샤트 디아소브나 오마로바(카자흐어: Гүлшад Диасқызы Омарова 굴샤트 디아스크즈 오마로바, 러시아어: Гульша́т Диа́совна Ома́рова, 1968년 10월 8일 ~ )는 카자흐스탄의 배우, 영화 감독이다.

## 출연 작품
- 야쿠자 걸 (2010)
- 무당의 춤 (2008)
- 몽골 (2007)
- 스키조 (2004)
- 쫓기는 자매 (2001)